# برج‌های شاه‌گلی

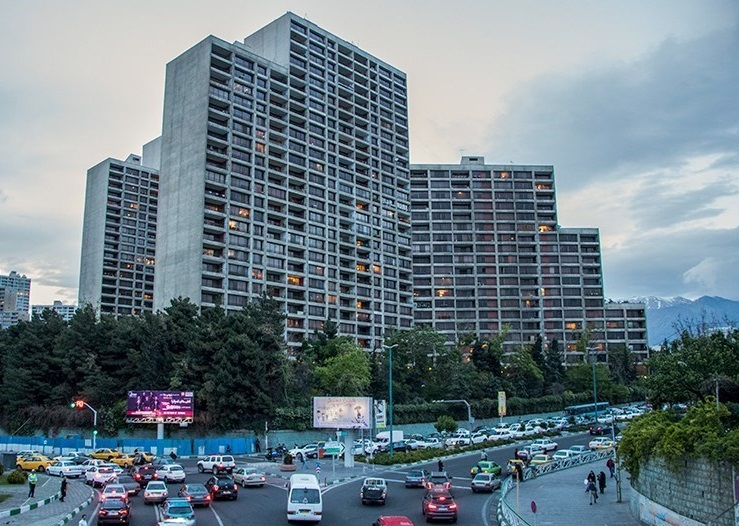
نمای برج خیام از میدان صنعت

برج‌های شاه‌گلی یکی از مجتمع های مسکونی معروف در شمالغرب شهر تهران است.
این مجموعه که در ابتدا برج‌های «زمرد» نام داشت، پیش از انقلاب اسلامی توسط شرکت  Starrett (سازنده ساختمان امپایر استیت) با بالاترین استانداردهای روز ساخته شد. به علت محدودیت‌های قانونی مالکیت زمین توسط اتباع خارجی، شرکت استارت به واسطه یک شرکت ایرانی به نام «شاهگلی» فعالیت می‌کرد که بعدها کل ساختمان‌ها به این نام شهرت یافت.
فاز ۱ این مجموعه شامل برج‌های «خیام» (۲۴۴ واحد)، «سعدی» (۲۳۴ واحد)، «حافظ» (۲۱۳ واحد) و «نظامی گنجوی» (۱۶۷ واحد) در منطقه ۲، شهرک غرب، خیابان هرمزان واقع شده است. فاز ۲ مجموعه شامل برج‌های «پاسارگاد»، «پرسپولیس»، «آپادانا» و «بیستون» در خیابان شهید حسن سیف، شهرک غرب قرار دارد.
این برج‌ها با ۲۷ طبقه و ارتفاع ۱۰۱.۵۷ متر، از بلندترین ساختمان‌های تهران به شمار می‌روند.